# Marcos Martínez
Marcos Moreno Martínez (Oberá, 24 de agosto de 1977) é um ator argentino de cinema, teatro e televisão.

## Biografia
Nasceu na cidade de Oberá, no centro da província de Misiones. Se mudou com sua família para Luján, 70km ao Oeste de Buenos Aires. É músico percussionista. Estudou teatro em Buenos Aires na EMAD (Escuela Metropolitana de Arte Dramático), ingressando em 1999.
Em 2000 estreou no filme Íconos. Desde então trabalha continuamente no cinema, teatro e televisão.
Continuou estudando atuação, tendo aulas particulares com os diretores Augusto Fernandes (2007) e Alejandro Catalán (2009).
Em 2013 se formou em gestão cultural.

### Omar Obaca
No começo de 2015 foi contratado pela produtora Nah Contenidos para promover o novo canal de televisão na internet FWTV. Em abril de 2015, o canal lançou uma série de vídeos humorísticos, satirizando a política argentina durante as propagandas eleitorais das eleições de outubro de 2015. É protagonizada por um candidato fictício, "Omar Obaca", cujo nome, lema e apresentação visual lembram Barack Obama. O candidato apresenta propostas inviáveis. As propostas foram comentadas em um programa de televisão pública do canal América TV.
Em maio de 2015, se realizou uma campanha em via pública, levantando cartazes em várias avenidas de Buenos Aires.
A campanha teve sua maior repercussão em Buenos Aires, porém Omar Obaca chegou a ser mencionado no Chile ao vivo na CNN e na Espanha.
Omar Obaca foi entrevistado por um jornalista da revista Gente.

## Trabalhos

### Cinema
- 2000: Íconos[2]
- 2002: Un oso rojo (dirigida por Adrián Caetano).[16]
- 2007: ¿De quién es el portaligas? (dirigida por Fito Páez).
- 2014: El encuentro de Guayaquil (dirigida por Nicolás Capelli).

### Televisão
- 2001: La cautiva (filme para televisão), de Adrián Caetano[17]
- 2002: Tumberos[16]
- 2003: Disputas, dirigida por Adrián Caetano
- 2004: Culpable de este amor
- 2003-2004: Costumbres argentinas
- 2005: Criminal
- 2006: Hermanos y detectives
- 2008-2009: Tinta argentina
- 2009-2010: Botineras
- Ficção de Sábado Bus
- 2013: Mi viejo verde
- Estacionados (docuficção).

### Teatro
- 2003: Hair
- 2008: Hairspray
- 2010: 1810
- 2011: Negro sobre Blanca
- 2013: Luz verde
- 2014: Chaco Bermejo

Com o elenco da Comedia de la Provincia de Buenos Aires:
- 2002: El cruce de la pampa; a peça ganhou a Fiesta del Teatro Provincial de Buenos Aires (2003), e Marcos Martínez obteve o prêmio de revelação masculina
- El arca de la celebración
- 2006: Nada que ver
- 2007: Sé tú mismo, Pedro

### Internet
- 2015: Omar Obaca